# Ḷ̓
Ḷ̓ (minuscule : ḷ̓), appelé L virgule suscrite point souscrit, est une lettre latine utilisée dans l’écriture du heiltsuk.
Il s’agit de la lettre L diacritée d’une virgule suscrite et d’un point souscrit.

## Usage informatique
Le L virgule suscrite point souscrit peut être représenté avec les caractères Unicode suivants : 
- composé et normalisé NFC (latin étendu additionnel, diacritiques) :

| formes    | représentations | chaînes de caractères | points de code | descriptions                                                         |
| --------- | --------------- | --------------------- | -------------- | -------------------------------------------------------------------- |
| capitale  | Ḷ̓               | Ḷ◌̓                    | U+1E36 U+0313  | lettre majuscule latine l point souscrit diacritique virgule en chef |
| minuscule | ḷ̓               | ḷ◌̓                    | U+1E37 U+0313  | lettre minuscule latine l point souscrit diacritique virgule en chef |

- décomposé et normalisé NFD (latin de base, diacritiques) :

| formes    | représentations | chaînes de caractères | points de code       | descriptions                                                                     |
| --------- | --------------- | --------------------- | -------------------- | -------------------------------------------------------------------------------- |
| capitale  | Ḷ̓               | L◌̣◌̓                   | U+004C U+0323 U+0313 | lettre majuscule latine l diacritique point souscrit diacritique virgule en chef |
| minuscule | ḷ̓               | l◌̣◌̓                   | U+006C U+0323 U+0313 | lettre minuscule latine l diacritique point souscrit diacritique virgule en chef |

## Sources
- Alphabet heiltsuk, Bella Bella Community School.